# Horst Wegener (Bildhauer)
Horst Wegener (* 1956 in Dortmund) ist ein deutscher Steinmetz und Bildhauer, der das Denkmal für die Opfer der Außenstelle des Konzentrationslagers Buchenwald in Schwerte-Ost schuf. Er führt in Schwerte die Steinbildhauerwerkstatt und Galerie „Steinschlag“.

## Leben
Horst Wegener nahm nach einer Ausbildung zum Steinmetz- und Steinbildhauer (1975–1978) an verschiedenen Wettbewerben des Handwerks teil. Es folgten erste Ausstellungen, von 1986 bis 1993 war er Mitglied im Künstlerhaus Dortmund. Von 1984 bis 1990 studierte er Objektdesign bei den Professoren Nöfer und Zänker an der Fachhochschule Dortmund. 1990 wurde er Steinmetz- und Steinbildhauermeister.

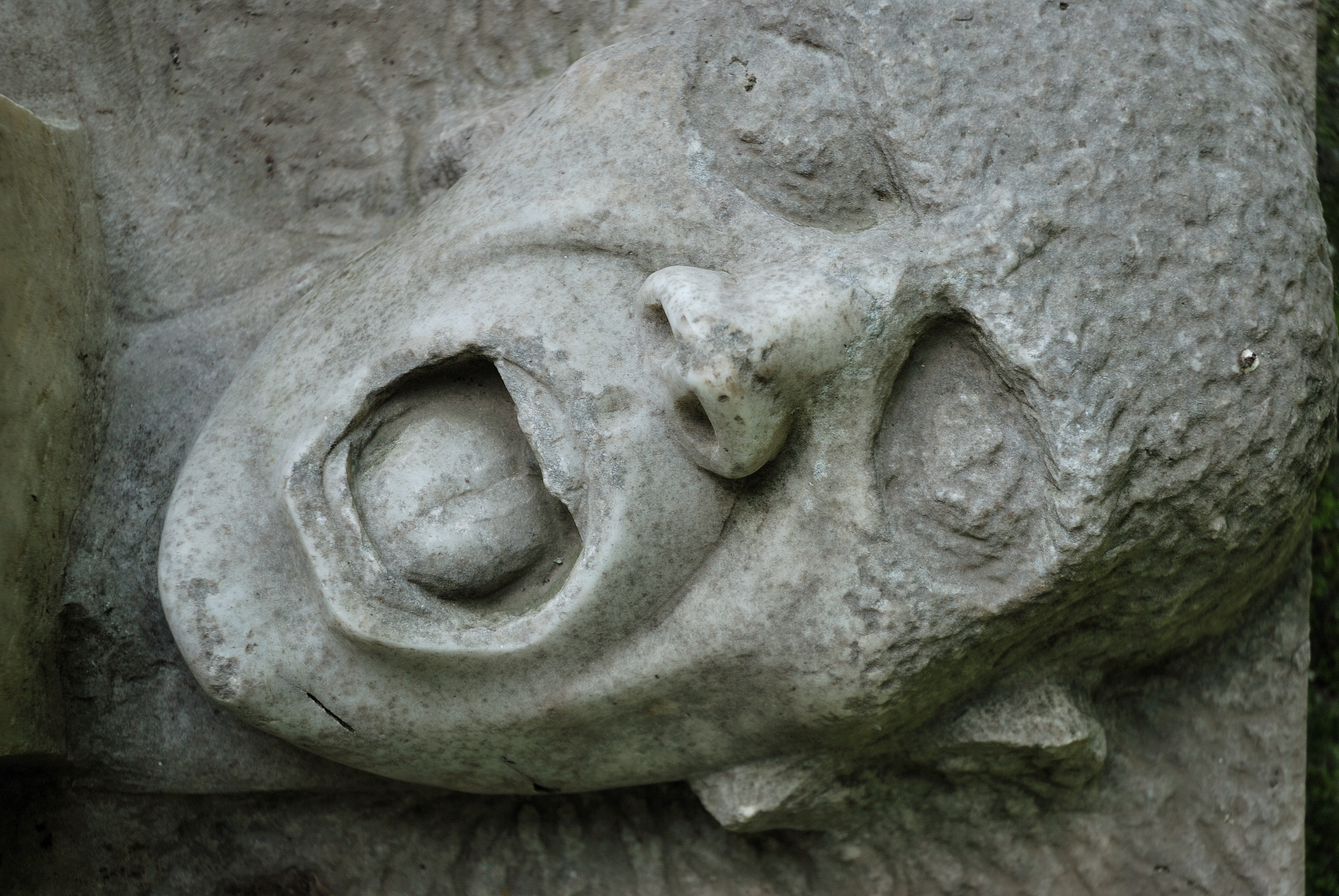

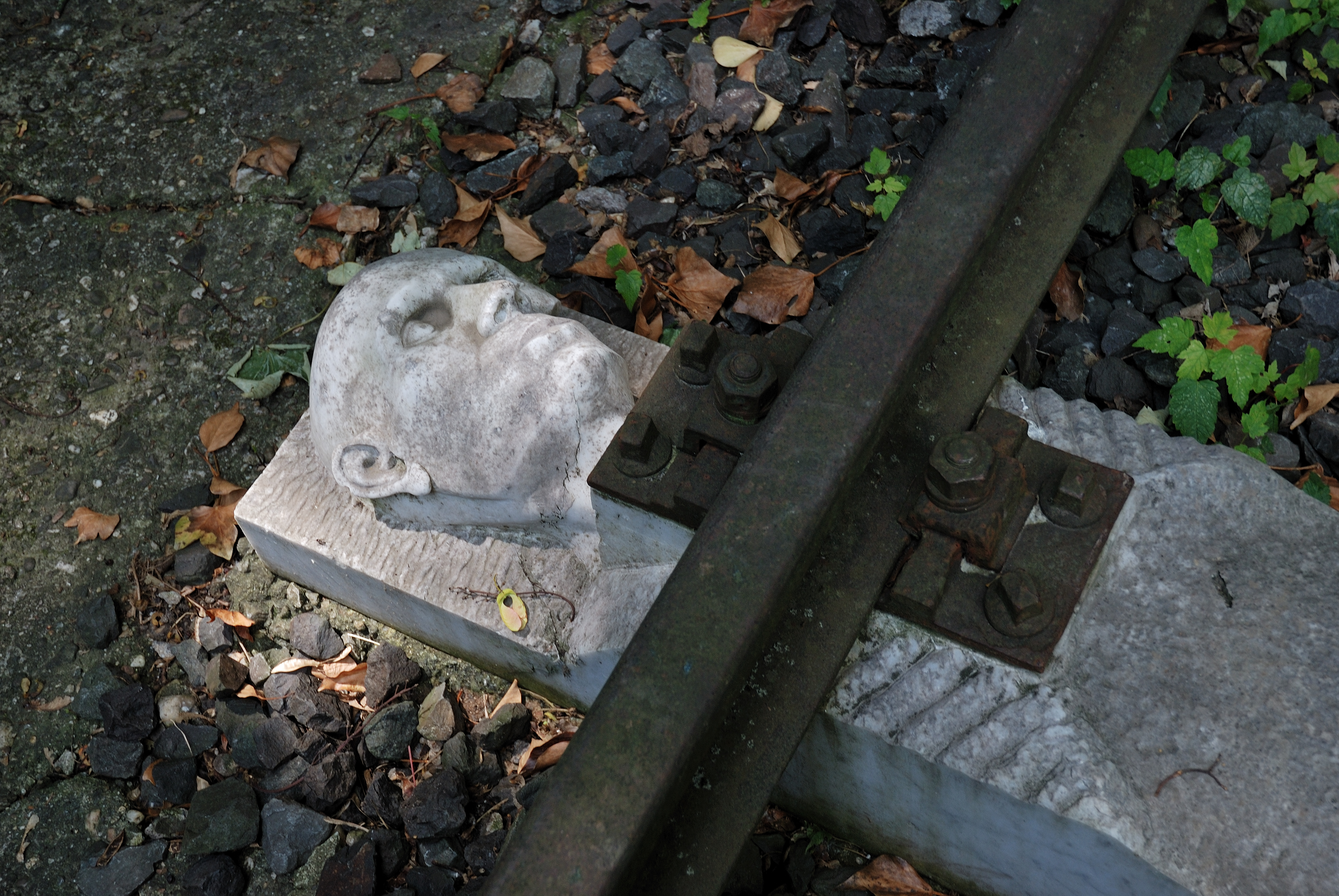

## Das Denkmal für die Außenstelle des KZ Buchenwald
Die Häftlinge des Nebenlagers des Konzentrationslagers Buchenwald wurden vom 6. April 1944 bis zum 29. Januar 1945 im Reichsbahnausbesserungswerk in Schwerte eingesetzt, vornehmlich für die Reparatur von Lokomotiven. 1985 wurde das Gelände von der Stadt Schwerte gekauft und die Einrichtung einer Gedenkstätte beschlossen. Die Stadt Schwerte entschloss sich zur Gestaltung des Mahnmals zum Ankauf des Entwurfs von Horst Wegener.
Das Denkmal zeigt fünf Häftlinge, die wie Eisenbahnschwellen unter zwei 5 Meter langen Schienen liegen, zum Teil verwesend, im Schrei erstarrt, zum Teil stumm.

## Ausstellungen (Auswahl)
- 1989 Künstlerhaus Dortmund
- 1990 City Art Gallery, Leeds
- 1992 Ausstellung zum NRW-Tag in Prag
- 1995 Gemeinschaftsausstellung mit Bildhauern aus Simbabwe im Westfalenpark Dortmund
- 1996 Automobile aus Stein; Ausstellung im Porsche Zentrum Dortmund
- 2003 Steinquader für Bega Minden
- 2005 Galerie Tijani